# Perigenes
Perigenes (en grec antic: Περιγένης) va ser un militar egipci.
Era comandant de la flota de Ptolemeu IV Filopàtor en la guerra contra el rei selèucida Antíoc III el Gran, l'any 218 aC. Es va enfrontar a l'almirall enemic Diognet en una batalla decisiva, però la derrota de les forces de terra egípcies dirigides per Nicolau d'Etòlia, va obligar a Perigenes a la retirada.